# Republiken San Marinos universitet
Republiken San Marinos universitet (italienska: Università degli Studi della Repubblica di San Marino) är ett universitet i San Marino. Universitetet bildades 1985, drivs av republiken, och har sina lokaler i det före detta klostret Santa Chiara i San Marino Cittá.

## Organisation
Universitetet är indelat i tre institutioner:
- Institutionen för ekonomi, naturvetenskaper och juridik
- Institutionen för samhällsvetenskaper
- Institutionen för historiska studier

Därutöver finns ett antal centrumbildningar för forskning och undervisning inom internationella relationer, dyslexi, San Marinos historia, migration, minnesstudier, säkerhet, san marinsk rätt, ungdomars psykiska hälsa, högre studier av historia samt Gramsci center för humaniora.

## Utbildningar
Universitetet erbjuder ett fåtal program med tyngdpunkt på ingenjörsutbildningar och industridesign. Programmen ges som treåriga grundutbildningar med ett- och tvååriga påbyggnader på avancerad nivå. De flesta ges i samarbeten med andra italienska universitet, så som Università Iuav di Venezia, Università degli Studi di Modena e Reggio Emilia och Università degli Studi di Parma.
En nytillkommen utbildning är bachelorprogrammet i kommunikation och digital media, som ges tillsammans med Universitetet i Bologna.
Sedan 1996 har universitetet erbjudit en masterutbildning i strategi och planering av idrottsorganisationer, event och idrottsarenor. Det är universitetets äldsta masterprogram. Det finns också masterutbildningar inom nutrition, plastikkirurgi, geriatrik och kriminologi.
Vid skolan för högre studier av historia erbjuds en treårig doktorandutbildning.